# Zawierieżje (stacja kolejowa)
Zawierieżje (ros. Завережье) – stacja kolejowa w miejscowości Zawierieżje, w rejonie newelskim, w obwodzie pskowskim, w Rosji. Położona jest na linii Petersburg - Newel - Witebsk, w pobliżu jezior Czerstno i Zawierieżje. Jest to ostatnia stacja na linii położona w Rosji, przed granicą z Białorusią.